# Ла-Месілла (Нью-Мексико)
Ла-Месілла (англ. La Mesilla) — переписна місцевість (CDP) в США, в окрузі Ріо-Арріба штату Нью-Мексико. Населення — 1844 особи (2020).

## Географія
Ла-Месілла розташована за координатами 35°56′47″ пн. ш. 106°4′10″ зх. д. / 35.94639° пн. ш. 106.06944° зх. д. (35.946365, -106.069320).  За даними Бюро перепису населення США в 2010 році переписна місцевість мала площу 11,66 км², з яких 11,57 км² — суходіл та 0,10 км² — водойми.

## Демографія
Згідно з переписом 2010 року, у переписній місцевості мешкали 1772 особи в 745 домогосподарствах у складі 515 родин. Густота населення становила 152 особи/км².  Було 804 помешкання (69/км²).
Расовий склад населення:
| - 68,3 % — білих - 1,4 % — корінних американців - 0,4 % — азіатів - 0,3 % — чорних або афроамериканців - 25,6 % — осіб інших рас |

До двох чи більше рас належало 4,0 %. Частка іспаномовних становила 73,4 % від усіх жителів.
За віковим діапазоном населення розподілялося таким чином: 22,2 % — особи молодші 18 років, 63,5 % — особи у віці 18—64 років, 14,3 % — особи у віці 65 років та старші. Медіана віку мешканця становила 44,7 року. На 100 осіб жіночої статі у переписній місцевості припадало 97,1 чоловіків;  на 100 жінок у віці від 18 років та старших — 89,3 чоловіків також старших 18 років.
Середній дохід на одне домашнє господарство  становив 75 463 долари США (медіана — 61 188), а середній дохід на одну сім'ю — 85 597 доларів (медіана — 69 231). Медіана доходів становила 54 107 доларів для чоловіків та 44 444 долари для жінок. За межею бідності перебувало 11,9 % осіб, у тому числі 14,2 % дітей у віці до 18 років та 9,4 % осіб у віці 65 років та старших.
Цивільне працевлаштоване населення становило 1037 осіб. Основні галузі зайнятості: науковці, спеціалісти, менеджери — 26,9 %, освіта, охорона здоров'я та соціальна допомога — 21,3 %, мистецтво, розваги та відпочинок — 11,2 %, публічна адміністрація — 10,0 %.